# Arandaspis
Arandaspis prionotolepis é uma espécie extinta de peixe sem mandíbula que viveu no período Ordoviciano, cerca de 470 a 480 milhões de anos atrás.
Seus restos foram encontrados em Alice Springs, Austrália, em 1959, mas até os anos de 1960 não se descobriu que eles eram os mais antigos vertebrados conhecidos. O nome Arandaspis se deve a uma tribo aborígene local, a Aranda (hoje chamada de Arrernte). Apresentava o corpo coberto por carreiras de escamas ósseas salientes as quais formavam uma armadura. A frente do corpo e a cabeça eram protegidas por duras placas com aberturas para os olhos, narinas e brânquias. Na ausência de mandíbula, o Arandaspis deve ter possuído algumas placas móveis em sua boca (como outros Heterostraci), servindo como lábios, sugando partículas de comida. A posição baixa da sua boca sugere que o Arandaspis revirava o fundo do oceano. O Arandaspis não possuía barbatanas; seu único método de locomoção era sua cauda achatada horizontalmente.